# 华檀梨
华檀梨（学名：Pyrularia sinensis）为檀香科檀梨属下的一个种。其种加词“sinensis”意为“中华的”。
现接受名为檀梨（Pyrularia edulis A.DC., 1857）。